# Janine Urbannek
Janine Urbannek (* 5. März 1988 in Leipzig) ist eine ehemalige deutsche Handballspielerin.
Die 1,83 Meter große Kreisläuferin begann ihre Karriere in Leipzig bei TuS Mockau.
2001 wechselte sie zum HC Leipzig, durchlief die Jugendmannschaften und gab schließlich 2006 ihr Bundesligadebüt. Aus dem Leipziger Perspektivkader wurde Urbannke 2007 mit dem Zweitspielrecht ausgestattet zum SV Union Halle-Neustadt in die 2. Handball-Bundesliga Nord ausgeliehen.
Nach zwei Jahren wechselte Urbannek zur Saison 2009/10 zur HSG Blomberg-Lippe zurück in die 1. Liga.
In der Saison 2010/11 war sie für den Frankfurter Handball Club angetreten, hatte sich aber früh in der Saison verletzt.
Zur Saison 2011/12 wechselte sie zum Ligarivalen SG Kickers/Sindelfingen, der jedoch noch vor Saisonbeginn seine Mannschaft insolvenzbedingt zurückzog.
Urbannek beendete daraufhin ihre Karriere wegen anhaltender Knieprobleme.
Urbannek durchlief sämtliche deutsche U-Nationalmannschaften. Mit den Juniorinnen nahm Urbannek an der U19-Europameisterschaft 2007 (9. Platz) teil. 2008 gewann Urbannek bei der U-20-Weltmeisterschaft 2008 in Nordmazedonien die Goldmedaille.
Sie wurde zwar in den erweiterten DHB-Kader für die Olympischen Spiele 2008 in Peking berufen, gab aber ihr A-Nationalmannschaftsdebüt am 24. September 2009 im Spiel gegen Norwegen in Arhus beim World Cup.
Für die Handball-Weltmeisterschaft der Frauen 2009 in China stand Urbannek erneut im erweiterten Aufgebot.

## Erfolge
- Schüler-Weltmeister 2004[11]
- Deutscher B-Jugend-Vizemeister 2004
- Deutscher Pokalsieger 2007
- U20-Weltmeister 2008
- 9. Platz Juniorinnen EM 2007
- 7. Platz U17-EM 2005
- Juniorsportlermannschaft des Jahres 2008
- 52 U20-Nationalmannschaft Länderspiele
- 28 Jugendnationalmannschaft Länderspiele